# Gagrella argentea
Gagrella argentea is een hooiwagen uit de familie Sclerosomatidae.